# ميلان (نيومكسيكو)
ميلان (بالإنجليزية: Milan, New Mexico)‏ هي بلدة تقع في الولايات المتحدة في مقاطعة سيبولا، نيومكسيكو. يقدر عدد سكانها بـ 3,245 نسمة ومساحتها 7.6 كم2 و وترتفع عن سطح البحر 1,987 متر.